# Jesús Górriz Lerga
Jesús Górriz Lerga (Pamplona, primavera de 1932-Pamplona, 6 de agosto de 2016) fue un poeta español cofundador de Río Arga, revista navarra de poesía, además de miembro del consejo de redacción y uno de los mayores colaboradores. Anteriormente había colaborado en Pregón y otras revistas como Poesía española, Rumbos, Caracola o El molino de Papel.

## Biografía
Nacido en Pamplona, en la primavera de 1932, dentro de una familia humilde, estudió Humanidades en el Seminario de los Padres Paúles de Pamplona, donde a los catorce o quince años empieza a escribir sus primeras estrofas de la mano de Javier Mauleón, su profesor de literatura. Su ánimo de convertirse en sacerdote se ve truncado cuando a los veintitrés años, estando en Madrid estudiando tercero de Teología, decide abandonarlo. También estudiará Filosofía.
En 1957, tras realizar el servicio militar en Tetuán (protectorado español de Marruecos) y en Ceuta, regresa a Pamplona ante la oportunidad de trabajar en la Caja de Ahorros Municipal de Pamplona (CAMP) donde se terminará por jubilar. Será aquí donde conocerá a su compañero de trabajo Faustino Corella, director de la revista Pregón, lo que le facilitará la publicación de sus poemas en tal publicación, y donde contactará con poetas como Ángel Urrutia o José Luis Amadoz.
En los años 60, estos dos últimos poetas, junto con Víctor Manuel Arbeloa e Hilario Martínez Ubeda (ambos también colaboradores asiduos de Pregón), participa en las tertulias frecuentes del Café “Niza” y en el “Club Viana”, propiedad de Hilario Martínez, donde se gesta la aventura editorial del Proyecto Morea. Será aquí donde surja unos años más tarde el iniciativa de publicar Río Arga. De todos los fundadores, Jesús Górriz será el único que no asumirá la dirección, pero será miembro del Consejo de Redacción desde el inicio hasta el número 104 (2003).
En 2006 el Gobierno de Navarra publica su Obra poética (1950-2006).

## Obras
Es uno de los representantes de la tradición poética arraigada en Navarra en las fechas en las que escribe. Tradición que ya estaba siendo recogida por Pregón, de la que proviene, suponiendo su trabajo una línea de continuidad en Río Arga de lo publicado en aquella. Se confiesa lector y admirador de toda la generación del 27, así como de Rosales, Garcilaso o Miguel d'Ors.
- Primera señal (Pamplona, Caja de Ahorros Municipal, 1973).
- La vidriera (Pamplona, Medialuna, 1991).
- Memorial del gozo (Pamplona, edición el autor, 1994).
- Así, y todo (Pamplona, Medialuna, 2001).
- La luz del águila (Gobierno de Navarra).
- Obra poética (1950-2006) (Gobierno de Navarra, Colección Literaria Navarra, 2006).